# Anoplosnastus jucundus
Anoplosnastus jucundus är en insektsart som först beskrevs av Jacobi 1905.  Anoplosnastus jucundus ingår i släktet Anoplosnastus och familjen spottstritar. Inga underarter finns listade i Catalogue of Life.